# Großer Belchen
Der Große Belchen (französisch Grand Ballon) ist mit 1424 Metern Höhe der höchste Berg der Vogesen. Der Berg ist auch bekannt unter den Namen Sulzer oder Gebweiler Belchen (französisch Ballon de Guebwiller) nach den nächstliegenden Städten Soultz-Haut-Rhin (deutsch Sulz) und Guebwiller (deutsch Gebweiler) acht Kilometer östlich. Der Berg liegt im Regionalen Naturpark Ballons des Vosges.
Die Vogesenkammstraße Route des Crêtes führt im Osten um den Gipfel herum und überwindet in 1343 Meter Höhe den Pass zwischen dem Le Markstein und dem Hartmannswillerkopf (frz. Vieil Armand).

## Klima
Der Große Belchen ist der kälteste Ort des Elsass und hat die höchsten Windstärken. Die tiefste gemessene Temperatur betrug −30,2 °C am 10. Februar 1956, die höchste 27 °C am 13. August 2003. Die Schneehöhe im Winter beträgt meist über einen Meter, oft 1,50 m. Der Temperaturunterschied zur Rheinebene, gemessen bei Mülhausen, schwankt zwischen 7 °C und 10 °C, im Sommer auch stärker.

## Tourismus

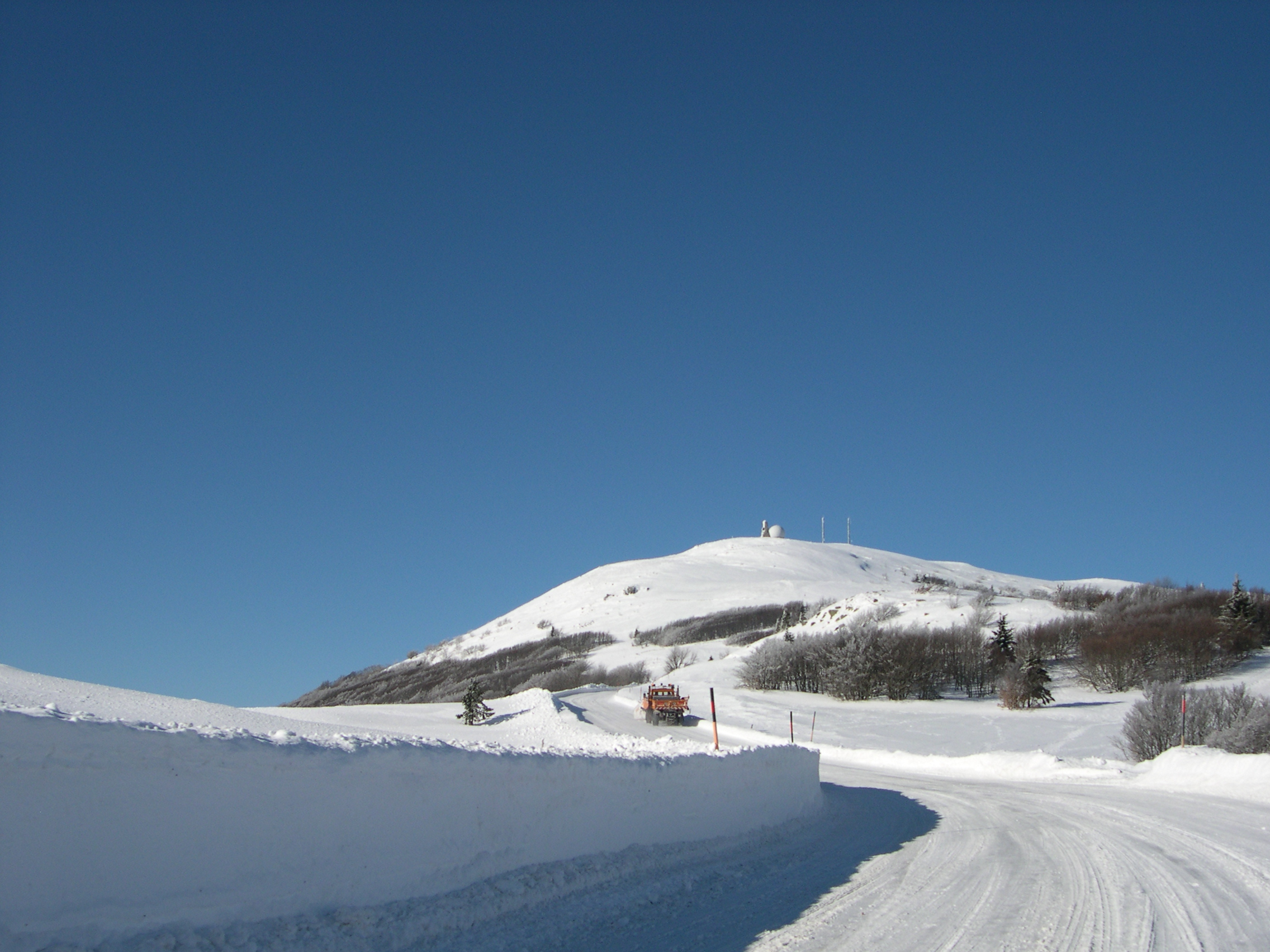
Großer Belchen von Osten

Der Berg hat Skipisten für alpine Abfahrten sowie Langlaufloipen zu bieten. Auf 1100 Meter Höhe befindet sich ein Gasthaus, auf 1342 Meter ein Restaurant und auf 1351 Meter ein Hotel. Vom Gipfel aus hat man zuerst den Ausblick auf die Rheinebene mit Mülhausen, Basel, Freiburg im Breisgau und Colmar, darüber hinaus auf den Schwarzwald und den Jura, sowie bei günstigen Wetterbedingungen auf die Alpenkette vom Säntis bis zum Mont Blanc. Die günstigsten Sichtbedingungen herrschen im Winter bei Hochdruck und Inversionswetterlage.
Der Gipfel des Großen Belchen ist von der Vogesenkammstraße aus über drei Wege mit einem Fußmarsch von ungefähr 15 Minuten zugänglich. Talwärts führen Wanderwege u. a. zum Lac du Ballon.

## Auf dem Gipfel
Im Jahr 1927 wurde ein Denkmal für die Blauen Teufel (frz. Diables bleus), ein Gebirgsjägerbataillon im Ersten Weltkrieg, errichtet und von Raymond Poincaré eingeweiht. Es wurde im September 1940 von den Deutschen zerstört und im Oktober 1960 durch den Bildhauer Bouret wiederhergestellt.
Auf dem Gipfel steht seit 1997 eine Radarstation, die der zivilen Luftfahrt beim Anflug auf die Flughäfen von Straßburg und Basel-Mülhausen dient. Die Station ist rundum von einer Aussichtsplattform mit Orientierungstafeln umgeben und wurde von Claude Vasconi entworfen. Die Mitte der Radarkuppel befindet sich auf 1435,5 m Höhe.
Innerhalb des Belchen-Systems hat auch der Große Belchen eine Bedeutung: am 1. Mai, dem Feiertag Beltane des keltischen Gottes Belenus, geht – vom Elsässer Belchen aus gesehen – genau über ihm die Sonne auf.

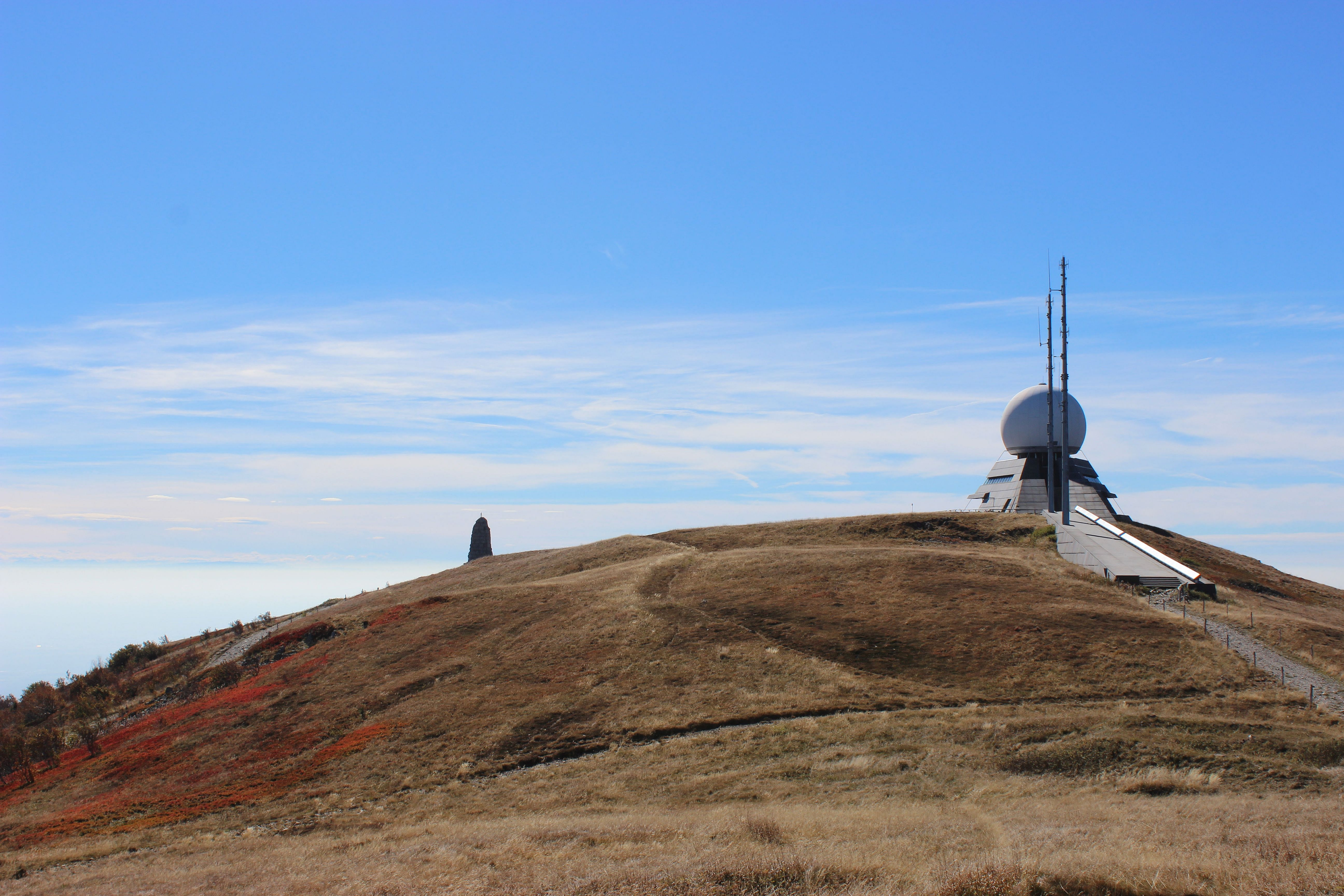
Großer Belchen mit Radarstation und Gebirgsjäger-Ehrenmal
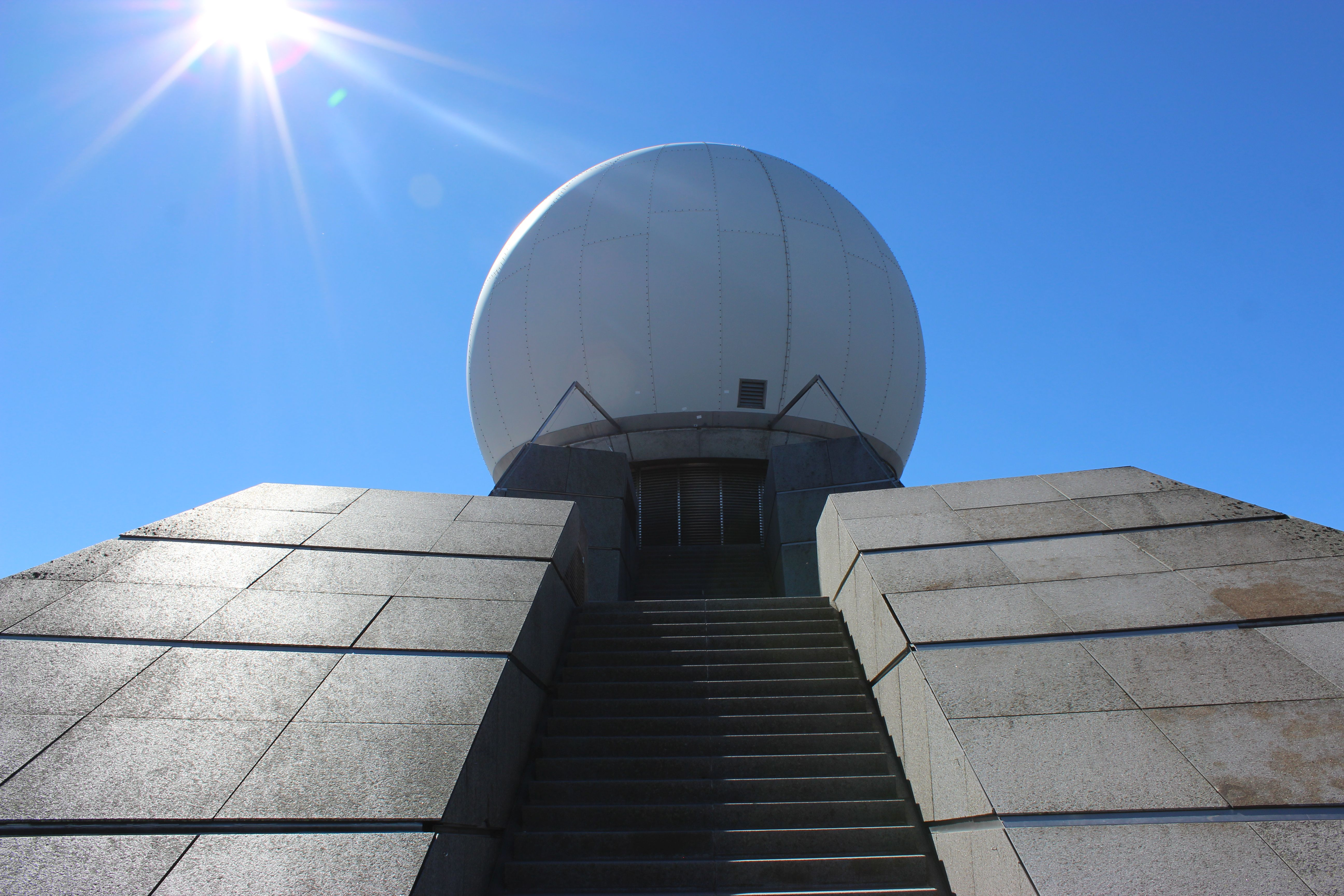
Radarstation mit Aussichtsplattform
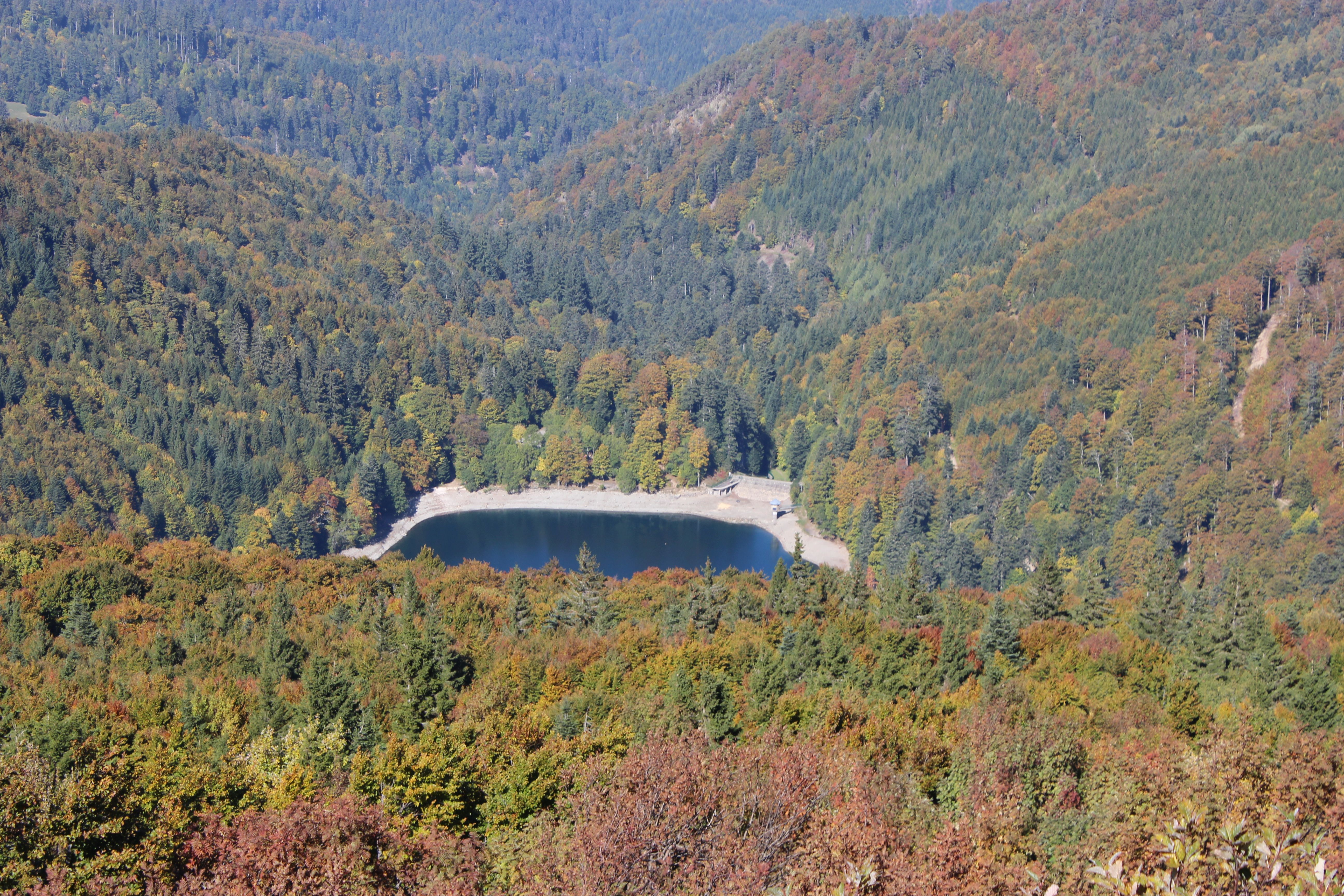
See des Großen Belchens
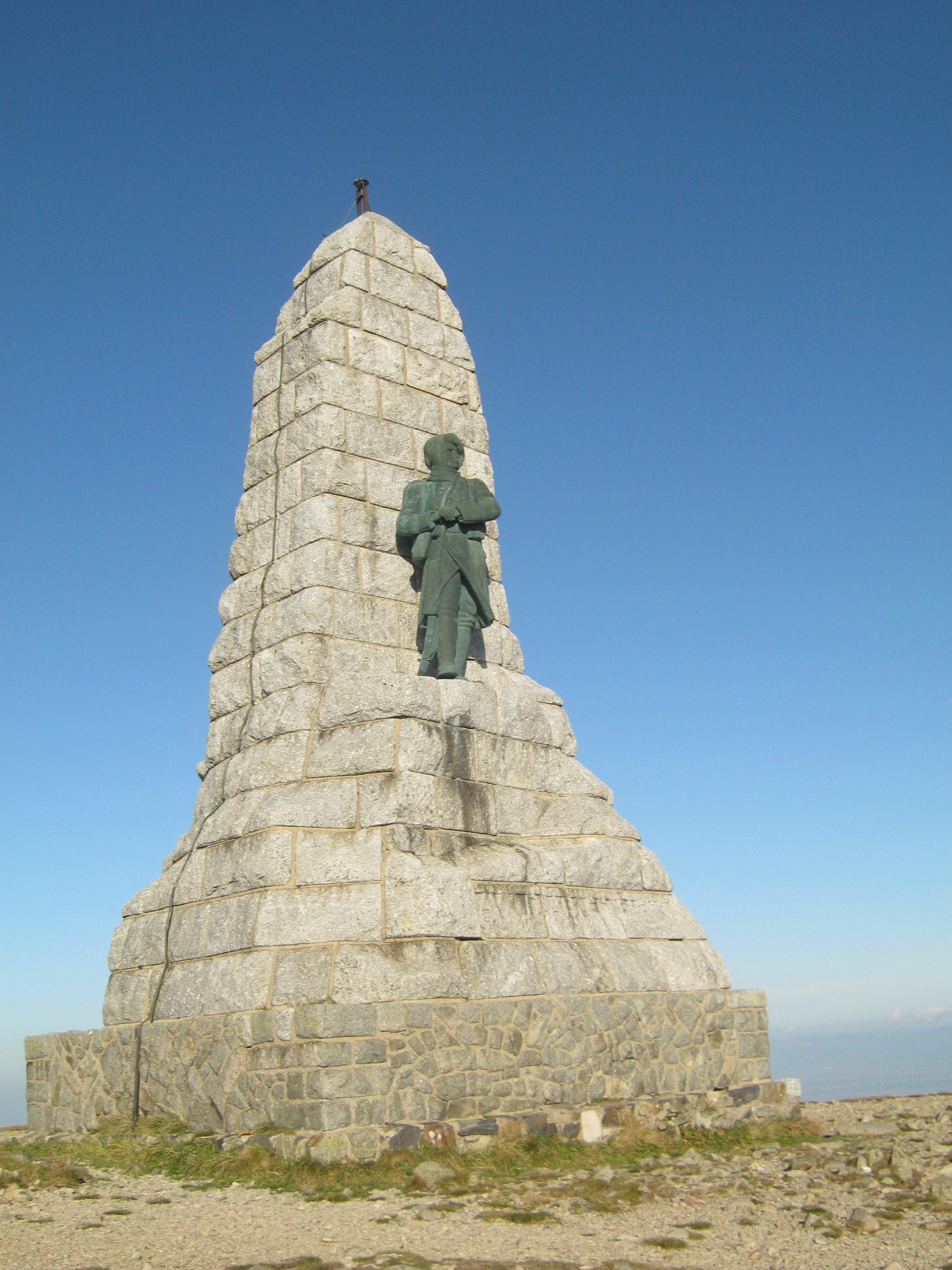
Denkmal Diables bleus von Osten aus gesehen
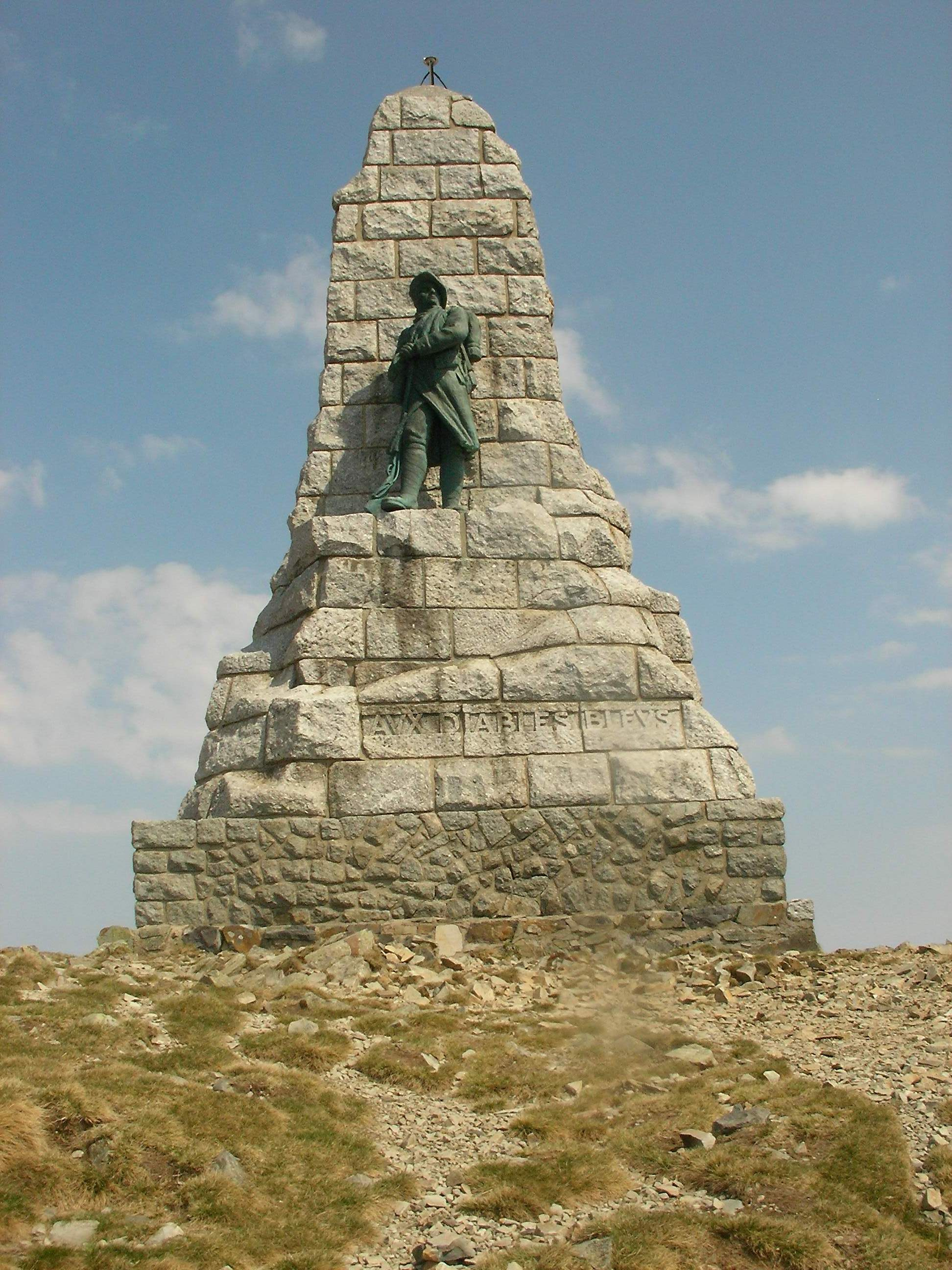
Denkmal Diables bleus (Nordostseite)
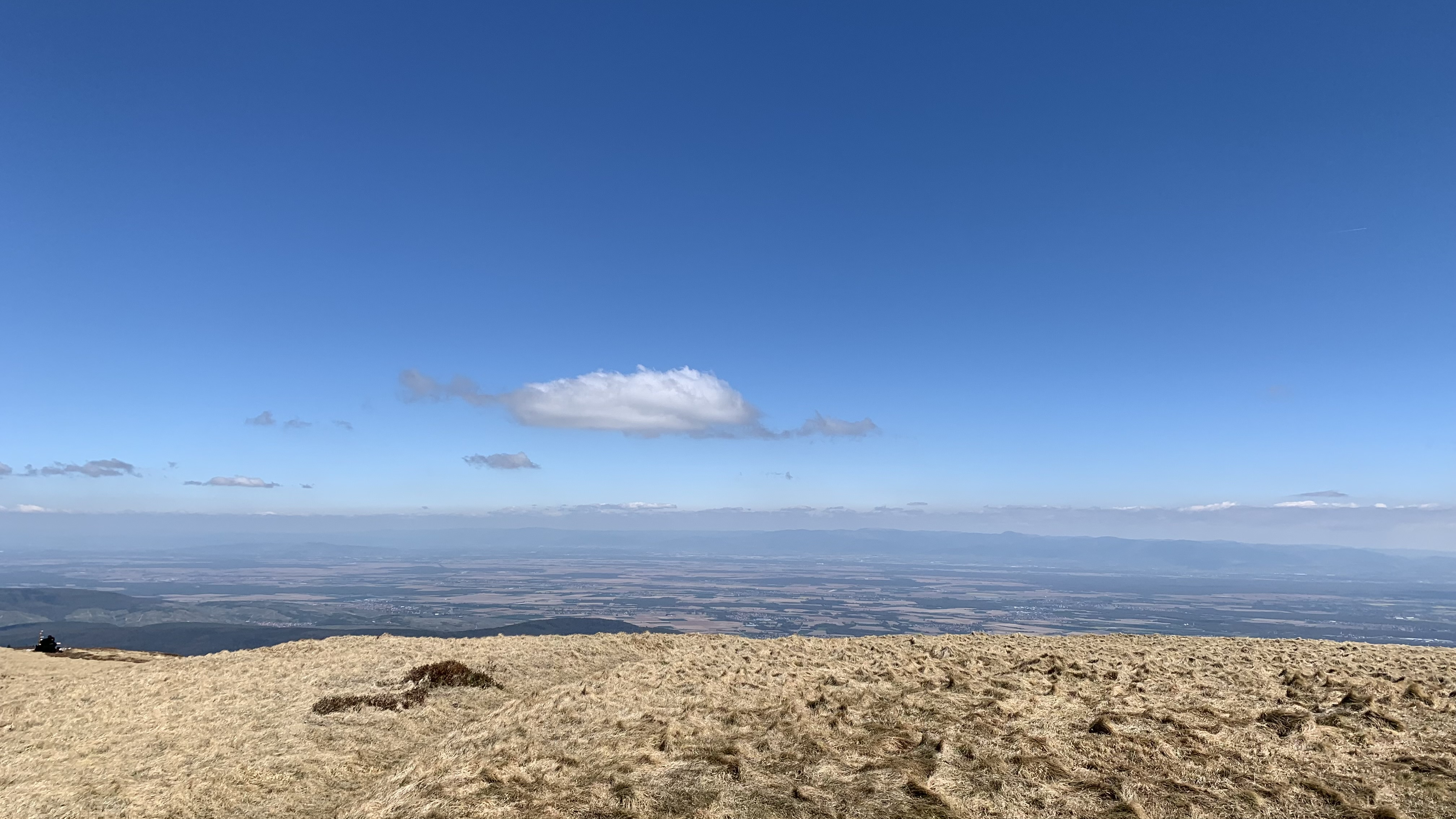
Blick auf die Oberrheinische Tiefebene